# الخطر الواضح الحاضر
الخطر الواضح الحاضر (بالإنجليزية: Clear and Present Danger )‏ هو فيلم أكشن إثارة أمريكي من إخراج فيليب نويس وبطولة هاريسون فورد، ويليم دافو، آن ارتشر، خواكيم دي ألميدا، ميغيل ساندوفال وجيمس إيرل جونز.

## وصلات خارجية
- الخطر الواضح الحاضر على موقع IMDb (الإنجليزية)
- الخطر الواضح الحاضر على موقع ميتاكريتيك (الإنجليزية)
- الخطر الواضح الحاضر على موقع الموسوعة البريطانية (الإنجليزية)
- الخطر الواضح الحاضر على موقع روتن توميتوز (الإنجليزية)
- الخطر الواضح الحاضر على موقع نتفليكس (الإنجليزية)
- الخطر الواضح الحاضر على موقع قاعدة بيانات الأفلام العربية
- الخطر الواضح الحاضر على موقع ألو سيني (الفرنسية)
- الخطر الواضح الحاضر على موقع Turner Classic Movies (الإنجليزية)
- الخطر الواضح الحاضر على موقع أول موفي (الإنجليزية)
- الخطر الواضح الحاضر على موقع بوكس أوفيس موجو (الإنجليزية)